# پاول برت
پاول برت (دانمارکی: Paul Berth; ۷ آوریل ۱۸۹۰ – ۹ نوامبر ۱۹۶۹) بازیکن فوتبال اهل دانمارک بود.
وی به‌همراه تیم ملی فوتبال دانمارک به مدال نقره در بازی‌های المپیک تابستانی ۱۹۱۲ رسیده‌است.